# Шевчук Андрій Богданович
Андрі́й Богда́нович Шевчу́к — український тренер з веслування на байдарках і каное, заслужений майстер спорту, заслужений працівник фізичної культури і спорту України (2019). Президент Волинської обласної федерації каное. Тренер чемпіонки з веслування на байдарках і каное Марії Повх.

## З життєпису
2012 року закінчив Волинський національний університет імені Лесі Українки за спеціальністю «спорт» та отримав кваліфікацію магістра спорту й викладача вищого навчального закладу.
Протягом 2012—2016 років — старший викладач кафедри олімпійського та професійного спорту ВНУ ім. Лесі Українки.
З 2016 року — старший викладач кафедри спортивно-масової та туристичної роботи, Східноєвропейський національний університет імені Лесі Українки.
За підсумками 2017 року Шевчук увійшов до трійки «найкращих тренерів з неолімпійських видів спорту» Волинської області як тренер-викладач з веслування на човнах «Дракон», який підготував Назарука Дмитра, Марковського Дмитра та Дудку Якова.